# Peter Löfgren
Peter Martin Hilmer Löfgren, född i Karlskrona den 10 november 1956, är en svensk journalist, utrikeskorrespondent och dokumentärfilmare.

## Biografi
Löfgren studerade 1975–1976 informationsteknik vid Växjö universitet innan han 1977–1979 studerade vid Journalisthögskolan i Göteborg.
Han började arbeta för SVT 1979, först på SVT Göteborg och därefter på SVT Karlstad fram till 1983. Därefter var han på Rapportredaktionen 1983–1987. 1987–1990 var han Aktuellts korrespondent i Jerusalem och 1990–1993 Rapports korrespondent i Moskva.
Från 1993 var Löfgren frilansande Mellanösternkorrespondent med bas i Larnaca på Cypern. Han fortsatte rapportera för Aktuellt och Rapport, men började även göra dokumentärfilmer. Senare har han haft Beirut och Amman som bas.
2020 utsågs Löfgren till redaktionschef för det digitala magasinet Deep Sea Reporter.
Löfgren har tilldelats Det lite större journalistpriset år 1995, Stiftelsen Inga Thorssons fredsfonds mediefredspris år 1999, Ikarospriset 1992 och har nominerats till Stora Journalistpriset. 2012 som "årets berättare".

## Dokumentärfilmer
- Extremisterna, Reportrarna, 21 februari 1995.
- Möte i Ramallah, Reportrarna, 4 februari 1997. Representerade Sverige i Prix Italia 1997.[8]
- Hedersmord, Reportrarna, 2 september 1998, med Lena Pettersson. Första pris i Banff Festival, Kanada
- Att råna ett land, Dokument utifrån, 29 september 1999. Nominerad till TV-festivalen i Monte-Carlo
- Elektronisk demokrati, Dokument inifrån, 27 november 1999.
- Myrornas krig, Reportrarna, 14 december 1999, med Lena Pettersson.
- ...koffe lane, binke bane..., Dokument utifrån, 18 oktober 2000.
- Sirhans förlorade heder, Dokument utifrån, 3 mars 2001, med Lena Pettersson. Silvermedalj New York Festivals
- Den sista torsken, Dokument inifrån, 8 november 2001.
- Arafat - olivkvisten och pistolen, Dokument utifrån, 9 maj 2002.
- En sportslig chans, Dokument utifrån, 13 mars 2003.
- Att tala med Djävulen, Dokument utifrån, 10 februari 2005. Första pris i FIGRA, Le Toquet, Frankrike
- Råd för resande till Syrien, 5 maj 2008.
- Palestinas starke man, Dokument utifrån, 12 februari 2012. Nominerades till Stora Journalistpriset.[7]
- Att skapa en Putin, Dokument utifrån, 11 december 2016.
- Torsken - havets hopp, 16 april 2019.

## Familj
Löfgren är son till redaktör Hilmer Löfgren och banktjänsteman Edith, född Engdahl. Han är bror till kulturskribenten Mikael Löfgren.
Löfgren var från 1978 sambo och från 1987 gift med Maria Persson Löfgren, även hon korrespondent. De är föräldrar till författaren och journalisten Emma Bouvin (född 1982). Han har senare gift om sig med Lena Pettersson, korrespondent på SVT.